# 新地球
「新地球」（しんちきゅう、原題: New Earth）は、イギリスのSFテレビドラマ『ドクター・フー』のシリーズ2第1話。2006年4月15日にBBC Oneで初めて放送された。本作はターディソード (Tardisode) と呼ばれるミニエピソードが作られた最初のエピソードでもある。
本エピソードの舞台は50億年未来の惑星新地球で、2005年のエピソード「地球最後の日」での地球の破滅後に人類が移住した惑星である。本作では異星人のタイムトラベラー10代目ドクターとコンパニオンローズ・タイラーがかつての敵レディ・カサンドラと再会し、病院に勤めるヒューマノイドの猫の看護師が病気の治療法を発見する方法として無数の人造人間に全ての病気を感染させていることを彼女と共に暴く。

## 制作
本エピソードについて「私はビリー（パイパー）に楽しいエピソードを約束した。だから新シリーズの1つはビリーのためのコメディに特に根差すんだ。」とラッセル・T・デイヴィスはコメントした。
新地球での野外のシーンはウェールズのガウアー半島のウォームズヘッドで2005年9月26日に撮影された。病院の地下はニューポートのトレデガーハウスで撮影された。人間の標本が入っていたポッドのロケは、以前「マネキンウォーズ」でネスティーン意識体のアジトにも使われた旧製紙工場が使用された。病院のシーンはウェールズ・ミレニアム・センターの中で撮影された。終盤でドクターとローズがカサンドラを連れて行ったナイトクラブはカーディフ湾のレストラン Ba Orient で撮影が行われた。カサンドラの顔と体はポストプロダクションの間にザ・ミルが製作した。
プロデューサーと監督のクレジットは「クリスマスの侵略者」以降わずかに修正されており、そのためクレジットは下部に表示されてクルーメンバーの名前は大文字で表記された。これは、以前のアレンジではクルーメンバーよりも仕事が重要に見えると感じた Doctor Who Magazine の編集者の提案による。
本エピソードの舞台は2005年のエピソード「地球最後の日」の24年後であり、2007年のエピソード「大渋滞」の13年前にあたる。
カサンドラの初期の自我はパーティで美貌を褒めたチップに根差しているが、美貌を賞賛したそのチップの正体は後の彼女自身である。最初のチップの出自は不明であり因果のループをなすとオーディオコメンタリーでラッセル・T・デイヴィスはコメントした。また、「クリスマスの侵略者」からターディスが移動していることをデイヴィッド・テナントはコメンタリーで指摘した。映像化されなかった冒険があった可能性があり、さらに導入部が既にクリスマスの様子ではないことから、ドクターがおそらくそこで一時期生活していたと彼は推測した。

### キャスティング
猫のシスターの一人を演じたアッジョア・アンドーは『ドクター・フー』シリーズ3の5エピソードとシリーズ4のフィナーレ2エピソードにも出演し、マーサ・ジョーンズの母フランシス・ジョーンズを演じた。彼女はオーディオ Year of the Pig でナース・アルバーティンも演じた。

## 放送とDVDリリース
イギリスでの当夜の視聴者は最高で830万人に達し、最終的な視聴者数は862万人に上ってその週で9番目に多く視聴された番組となった。視聴者評価指数は85を記録した。
2006年8月29日にはZtéléにより2006年8月29日にフランス語版が Une nouvelle Terre というタイトルで放送された。カナダ放送協会による本作を含むカナダ英語版シリーズ2の初放送は2006年10月9日に行われた。BBCで放送された「女王と狼男」の予告編の拡大版で締めくくられ、アレンジされたテーマ曲は放送では流れなかった。また、特別に収録された主演俳優の一人を特集した導入部のない初めてのエピソードにもなった。
日本語版は2006年12月12日にNHK BS2で初放送され、地上波ではNHK教育により2007年12月4日に放送された。2011年3月26日には LaLa TV で放送された。
「新地球」は「クリスマスの侵略者」と共に通常版のDVDで2006年5月1日にリリースされ、2006年11月20日にはシリーズ2のボックスセットの一部としてもリリースされた。完全版シリーズ2セットのDVDに由来するコピーがNetflixに使用されていたが、これは32分時点で突如映画『テキサス・チェーンソー ビギニング』のシーンに切り替わるというエラーが生じていた。このエラーはNetflixがディスクを在庫から除外してBBCが問題を解決した。このエラーはNetflixの所有するコピーにのみ発生した。なお日本語版では、シリーズ1のDVDボックスに収録された「クリスマスの侵略者」とは別にシリーズ2のDVDボックスに収録され、地上波での放送に先駆け2007年5月23日に発売された。特典映像としてメイキングである Doctor Who Confidential 「ニュー・ドクター」が収録されている。

## 評価
IGNは「新地球」を10段階評価で7.2とし、「これは面白いエピソードではあるが、前話ほどドラマチックなインパクトはない。全体的に『新地球』はドクターとフェイス・オブ・ボーのシーンや、カサンドラに憑依されたローズとしてのビリー・パイパーの演技といった余りある興味深い瞬間があるが、ゾンビの攻撃は『ドクター・フー』のエピソードとしては強い違和感を抱いた」と結論付けた。『SFX』誌のニック・ セッチフィールドは、せっかちで生き生きとして時折大声で笑うという調子がシリーズの開幕に相応しいか疑問視したが、 猫のシスターというコンセプトとテナントの演技を称賛し、結末については「大雑把なコメディを真の感動へ錬成する」と高評価した。2014年に『The A.V. Club』誌にアラスター・ウィルキンスは本作の批評を描いており、C+の評価を与えた。制作の難しさゆえに重要な文脈がストーリーから抜け落ちていて特殊効果も効果的でないと彼は綴った。さらに彼は2つの相容れないトーンで板挟みになっているとして本作を批判し、カサンドラに救済を与える結末には当惑すると取り上げた。彼は一貫性が無いと感じたもののテナントの演技を高評価し、ローズのキャラクターが物語から失われているとした上でパイパーの演技を称賛した。